# Осминин, Александр Петрович
Александр Петрович Осминин (род. 19 ноября 1981 года, Москва) — российский пианист, артист оркестра MusicAeterna , лауреат многочисленных международных конкурсов, имеет обширный разностилевой репертуар.

## Биография
Александр Осминин — выпускник фортепианного факультета Московской консерватории, где учился в  классе выдающейся пианистки Элисо Вирсаладзе. В 2008 году окончил аспирантуру под её же руководством.
Первым же педагогом будущего пианиста стала Инесса Вениаминовна Антыпко , давшая Александру прекрасную школу, что в дальнейшем позволило ему получить лучшее в России музыкальное образование.
Ведёт активную концертную деятельность, выступает с сольными и ансамблевыми концертами по всему миру.
Москва, Санкт-Петербург, Самара, Красноярск , Пермь, Тольятти , Иркутск, Архангельск, Мурманск , Курган, Тува ,  Владивосток, Южно-Сахалинск — далеко неполный список городов, в которых состоялись концерты .
Турне по городам Италии состояло более чем из 10 выступлений. Слушатели Германии, Франции,  Швеции, Норвегии , Австрии, Португалии и Румынии так же познакомились с Александром Осмининым.
Из гастролей по Европе наиболее значимыми являются выступления в Парижском Salle Cortot  и Сольный концерт в одном из залов Мюнхенского Gasteig .
Репертуар пианиста разнообразен и охватывает широкий временной и жанровый диапазон: это сонаты Скарлатти — квинтэссенция барочной музыки, возвышенно-сдержанные опусы И. С. Баха и  Трансцендентные этюды Листа — произведения предельной виртуозной сложности, и сложнейшие образцы современной музыки.
Неизгладимые впечатления на Александра Осминина оказывают выступления с оркестром, потому что каждый концерт — это масштабное и значимое событие. Например, в 2005, 2006, 2007 годах он выступал в Большом зале Московской консерватории с оркестром Ю. Башмета "Новая Россия" (дирижёр Е. Бушков ), исполнив концерты Листа, Рубинштейна и Равеля.
Большое место в творчестве Александра Осминина занимает игра в камерных ансамблях в различных составах. Он выступал со многими музыкантами, в том числе с легендарной Натальей Гутман, Элисо Вирсаладзе, Александром Бузловым, Андреем Барановым , Евгением Петровым, Алексеем Кошванцом и многими другими 
В настоящий момент концертирующий пианист, артист оркестра и концертмейстер на кафедре альта Московской Государственной Консерватории.
Работает концертмейстером в частной школе "Мастерская Скрипичного искусства" на Ордынке  под художественным руководством Ф.Белугина.

## Участие в конкурсах
Несколько международных конкурсов, на которых Александр завоевал призовые места:
- Конкурс имени Карла Фильча в Румынии в городе Сибиу (1-я премия, 2010 год)
- XII международный конкурс пианистов имени Лучано Ганте Архивная копия от 4 марта 2016 на Wayback Machine в Италии (1-я премия)
- V Международный конкурс камерных ансамблей в Швеции,  г. Катринехольм (1-я премия совместно с Ф. Белугиным) [21]
- Лауреат Международного конкурса пианистов имени Святослава Рихтера в Москве [22][23][24]
- Конкурс в Неаполе - "Pausilypon" piano competition Naples [25] (2-я премия, 2008 год)
- III Международный конкурс музыкантов в Сендае (Приз зрительских симпатий) и др.

## Музыкальные фестивали
Помимо конкурсов, он участвовал во многих международных фестивалях:
- Фестиваль Animato[26] в Париже, Франция [27]
- Фестиваль "Julitafestival" в Швеции [28],
- Фестиваль классической музыки в г. Порто (Португалия)
- Фестиваль С. Рихтера в г. Таруса. Постоянный участник [29]
- Фестиваль Памяти Олега Кагана
- Декабрьские вечера
- Международный фестиваль камерной музыки в Тольятти [30]
- Сентябрьский музыкальный фестиваль «Творческая молодёжь Московской консерватории»

## Дуэт с Ф. Белугиным
Многолетним является сотрудничество с талантливым и виртуозным альтистом Федором Белугиным, с которым Александр Осминин записал CD с произведениями С. Франка, Р. Шумана и И. Брамса, сборник можно найти на Ozone, издатель ART Classics. В 2009 году дуэт Осминина и Белугина участвовал в большом гастрольном туре, отыграв более 35 концертов.

## Интервью
- «12 растроганных пианистов» Архивная копия от 4 марта 2016 на Wayback Machine, Московский Комсомолец № 24789 от 20 июня 2008 г.
- «Высшие баллы по шкале Рихтера» Архивная копия от 4 марта 2016 на Wayback Machine, Московский Комсомолец № 24792 от 24 июня 2008 г.

## Пресса
- «По счету Рихтера» Архивная копия от 11 ноября 2011 на Wayback Machine. "Российская газета" - Федеральный выпуск №4695
- «У Рихтера не победил никто» Архивная копия от 4 марта 2016 на Wayback Machine, Московский Комсомолец № 24796 от 29 июня 2008 г.
- «В мире не нашлось пианиста достойного первой премии», (недоступная ссылка) Сибирское агентство новостей
- «Один из лучших российских дуэтов – на сцене хакасской филармонии» (недоступная ссылка), Министерство культуры Республики Хакасия, 11.02.2011
- «Шедевры музыкальной классики» Архивная копия от 5 марта 2016 на Wayback Machine
- Бюллетень Конкурса им. Рихтера №1 Архивная копия от 5 марта 2016 на Wayback Machine. Репортажи, 28.06.2008
- Бюллетень Конкурса им. Рихтера №3. Участник № 21 – Александр Осминин (Россия) Архивная копия от 5 марта 2016 на Wayback Machine. Репортажи, 28.06.2008
- «Встречая Старый новый год» (недоступная ссылка), новостной отдел Департамента культуры мэрии городского округа Тольятти
- «Какое счастье: мы слышали знаменитый дуэт!» (недоступная ссылка) Тувинская правда
- «Ирина Кандинская и “Персона” приглашают…» (недоступная ссылка) IV Фестиваль камерной музыки

Пианист обладает приятным умением удивляться божественным гармониям, 
выходящим из-под его собственных рук...
— ClassicalMusicNews

## Дискография
- Сборник классической музыки: Brahms, Schumann, Franck. Архивная копия от 4 марта 2016 на Wayback Machine Исполняют Александр Осминин и Фёдор Белугин.
- Александр Осминин на 1 туре Международного конкурса пианистов в Кливленде. Архивная копия от 14 марта 2012 на Wayback Machine